# Verschijningen op Inverloch
Verschijningen op Inverloch is het twaalfde stripalbum uit de Ravian-reeks. Het album is getekend door Jean-Claude Mézières met scenario van Pierre Christin. Het vormt samen met de voorgaande delen  Halte Chatelet richting Cassiopeia en Brooklyn station, eindpunt Kosmos en het navolgende deel de De banvloek van Hypsis een cyclus van vier verhalen over de nucleaire ramp die de aarde in de toekomst zal treffen.

## De verhalen
De aarde van halverwege de jaren tachtig wordt bedreigd door buitenaardse krachten die infiltraties plegen met het kennelijke doel een nucleaire ramp te ontketenen. Ravian en Laureline proberen, samen met hun contacten, de bron van deze infiltraties op te sporen. Dan ontdekken zij dat verder ingrijpen grote gevolgen kan hebben voor de aarde en het Galaxity van de toekomst en worden ze gedwongen belangrijke keuzes te maken.